# Efisio Arru
Efisio Arru (Siligo, 11 novembre 1927 – Sassari, 28 aprile 2000) è stato un medico veterinario e ricercatore italiano, noto per i suoi studi nel campo dell'echinococcosi.

## Biografia
Laureatosi nel 1956 in medicina veterinaria presso l'Università degli studi di Sassari, nel 1978 divenne Professore Ordinario di Malattie Parassitarie nella stessa università dove svolse la sua attività fino al 1997.

## Studi
Efisio Arru ha avuto un ruolo importante nell'ambito del gruppo dei parassitologi che hanno contribuito alla crescita delle conoscenze in questo campo, di particolare importanza i suoi studi e ricerche compiuti nel campo dell'echinococcosi.